# Hrvatske narodne pjesme 1
Hrvatske narodne pjesme 1 je šesti album hrvatskog glazbenika Mate Bulića.
Izašao je 1998. godine.

## Popis pjesama
1. Tebi majko misli lete
2. Zelen lišće goru kiti
3. Golubice bijela
4. Jedno jutro čim je zora svanula
5. Oj livado rosna travo
6. Moja mila Kato
7. Zvijezda tjera Mjeseca
8. Puni vjetre
9. Djevojka je zelen bor sadila
10. Sedamdeset i dva dana
11. Siroče sam
12. Jednog jutra čim stigoh doma